# Bahnstrecke Gisborne–Moutohora
| WA 165 der Gisborne City Vintage Railway, eine der ursprünglich auf der Strecke eingesetzten Loks |                   |                                          |                                          |
| Streckenlänge: | 78 km             |                                          |                                          |
| Spurweite: | 1067 mm (Kapspur) |                                          |                                          |
| Maximale Neigung: | 33 ‰              |                                          |                                          |
| |                   |                                          |                                          |
| \| \| \| Gisborne Hafen \| \| \| \| 0,0 \| Gisborne \| Gisborne \| \| \| 1,7 \| Stanley Road \| Stanley Road \| \| \| \| Bahnstrecke Palmerston North–Gisborne \| \| \| \| 3,5 \| Park Racecourse \| Park Racecourse \| \| \| 5,1 \| Makaraka \| Makaraka \| \| \| \| \| \| \| \| \| Patutahi \| \| \| \| \| Repongaere \| \| \| \| \| Ngatapa \| \| \| \| \| aufgegebener Streckenbau Richtung Napier \| \| \| \| 8,2 \| Kings Road \| Kings Road \| \| \| 10,5 \| Makauri \| Makauri \| \| \| 13,5 \| Waihirere \| Waihirere \| \| \| 15,9 \| Ormond \| Ormond \| \| \| 20,1 \| Kaitaratahi \| Kaitaratahi \| \| \| 20,7 \| Waipaoa \| Waipaoa \| \| \| \| Tunnel Nr. 1 (185 m) \| \| \| \| \| Pitchers Crossing \| \| \| \| 28,0 \| Te Karaka \| Te Karaka \| \| \| \| Tunnel Nr. 2 (257 m) \| \| \| \| 31,4 \| Puha \| Puha \| \| \| 37,0 \| Waikohu \| Waikohu \| \| \| \| Tunnel Nr. 3 (45 m) \| \| \| \| 40.6 \| Mahaki \| Mahaki \| \| \| \| Otoki-Viadukt \| \| \| \| 49,9 \| Otoko \| Otoko \| \| \| 60,8 \| Rakauroa \| Rakauroa \| \| \| \| Tunnel Nr. 4 (90 m) \| \| \| \| 70,1 \| Matawai \| Matawai \| \| \| 78,0 \| Moutohora \| Moutohora \| \| \| \| 760-mm-Spur \| \| \| \| \| Steinbruch Motohora \| \| \| \| \| \| \| \| Quellen: [1] \| \| \| \| |                   |                                          |                                          |
| Betriebs-/Güterbahnhof Streckenanfang (Strecke außer Betrieb) |                   | Gisborne Hafen                           | Gisborne Hafen                           |
| Bahnhof (Strecke außer Betrieb) | 0,0               | Gisborne                                 | Gisborne                                 |
| Haltepunkt / Haltestelle (Strecke außer Betrieb) | 1,7               | Stanley Road                             | Stanley Road                             |
| Abzweig geradeaus und nach links (Strecke außer Betrieb) |                   | Bahnstrecke Palmerston North–Gisborne    | Bahnstrecke Palmerston North–Gisborne    |
| Haltepunkt / Haltestelle (Strecke außer Betrieb) | 3,5               | Park Racecourse                          | Park Racecourse                          |
| Bahnhof (Strecke außer Betrieb) | 5,1               | Makaraka                                 | Makaraka                                 |
| Abzweig geradeaus und nach links (Strecke außer Betrieb) · Strecke von rechts (außer Betrieb) |                   |                                          |                                          |
| Strecke (außer Betrieb) · Bahnhof (Strecke außer Betrieb) |                   | Patutahi                                 | Patutahi                                 |
| Strecke (außer Betrieb) · Bahnhof (Strecke außer Betrieb) |                   | Repongaere                               | Repongaere                               |
| Strecke (außer Betrieb) · Bahnhof (Strecke außer Betrieb) |                   | Ngatapa                                  | Ngatapa                                  |
| Strecke (außer Betrieb) · Strecke (außer Betrieb) |                   | aufgegebener Streckenbau Richtung Napier | aufgegebener Streckenbau Richtung Napier |
| Bahnhof (Strecke außer Betrieb) | 8,2               | Kings Road                               | Kings Road                               |
| Bahnhof (Strecke außer Betrieb) | 10,5              | Makauri                                  | Makauri                                  |
| Bahnhof (Strecke außer Betrieb) | 13,5              | Waihirere                                | Waihirere                                |
| Bahnhof (Strecke außer Betrieb) | 15,9              | Ormond                                   | Ormond                                   |
| Bahnhof (Strecke außer Betrieb) | 20,1              | Kaitaratahi                              | Kaitaratahi                              |
| Bahnhof (Strecke außer Betrieb) | 20,7              | Waipaoa                                  | Waipaoa                                  |
| Tunnel (Strecke außer Betrieb) |                   | Tunnel Nr. 1 (185 m)                     | Tunnel Nr. 1 (185 m)                     |
| Haltepunkt / Haltestelle (Strecke außer Betrieb) |                   | Pitchers Crossing                        | Pitchers Crossing                        |
| Bahnhof (Strecke außer Betrieb) | 28,0              | Te Karaka                                | Te Karaka                                |
| Tunnel (Strecke außer Betrieb) |                   | Tunnel Nr. 2 (257 m)                     | Tunnel Nr. 2 (257 m)                     |
| Bahnhof (Strecke außer Betrieb) | 31,4              | Puha                                     | Puha                                     |
| Bahnhof (Strecke außer Betrieb) | 37,0              | Waikohu                                  | Waikohu                                  |
| Tunnel (Strecke außer Betrieb) |                   | Tunnel Nr. 3 (45 m)                      | Tunnel Nr. 3 (45 m)                      |
| Bahnhof (Strecke außer Betrieb) | 40.6              | Mahaki                                   | Mahaki                                   |
| Brücke über Wasserlauf (Strecke außer Betrieb) |                   | Otoki-Viadukt                            | Otoki-Viadukt                            |
| Bahnhof (Strecke außer Betrieb) | 49,9              | Otoko                                    | Otoko                                    |
| Bahnhof (Strecke außer Betrieb) | 60,8              | Rakauroa                                 | Rakauroa                                 |
| Tunnel (Strecke außer Betrieb) |                   | Tunnel Nr. 4 (90 m)                      | Tunnel Nr. 4 (90 m)                      |
| Bahnhof (Strecke außer Betrieb) | 70,1              | Matawai                                  | Matawai                                  |
| Kopfbahnhof Streckenende (Strecke außer Betrieb) · Betriebs-/Güterbahnhof Streckenanfang (Strecke außer Betrieb) | 78,0              | Moutohora                                | Moutohora                                |
| Strecke (außer Betrieb) |                   | 760-mm-Spur                              | 760-mm-Spur                              |
| Betriebs-/Güterbahnhof Streckenende (Strecke außer Betrieb) |                   | Steinbruch Motohora                      | Steinbruch Motohora                      |
| |                   |                                          |                                          |
| Quellen: |                   |                                          |                                          |

Die Bahnstrecke Gisborne–Moutohora war der verwirklichte Teil des Versuchs, von Gisborne eine Bahnstrecke nach Rotorua und Auckland, auf der Nordinsel von Neuseeland, zu errichten.

## Bezeichnung
Der Strecke trug nacheinander vier offizielle Bezeichnungen:
- Zugelassen wurde sie als Gisborne-Rotorua-Line und bis 1910 so bezeichnet.[2]
- Ab 1910 fand die Bezeichnung Gisborne section of the NZR Verwendung.[3]
- Als Gisborne 1942 Anschluss an das übrige Netz der NZR fand, wurde die Strecke zur Motuhora Branch.
- 1952 wurde sie in Moutuhora Branch umbezeichnet.[Anm. 1]

## Lage im Netz
Gisborne, im äußeren Nordosten der Nordinsel und weit abgelegen von deren großen Siedlungszentren, hatte große Schwierigkeiten, an die Eisenbahn angebunden zu werden. Zunächst war fraglich, ob das ökonomisch überhaupt sinnvoll sei, anschließend stellte sich die Frage, ob der Eisenbahnanschluss besser südlich in Richtung Wellington oder westlich in Richtung Auckland erfolgen sollte.
Die Bahnstrecke Gisborne–Moutohora verlief dann von Gisborne etwa 78 km in nordwestliche Richtung. Sie begann in Gisborne, wenige Meter über Meereshöhe. Nach den ersten 20 km in der Küstenebene mit wenig Hindernissen traf sie auf das Raukumara-Gebirge. Hier stieg sie bis auf eine Höhe von 566 m auf, bevor sie – wieder leicht abfallend – den Endbahnhof Moutohora erreichte.
Im Bahnhof Makaraka zweigte seit Dezember 1915 eine 13,5 km lange Strecke nach Ngatapa ab, die das Public Works Department errichtet hatte. Sie war ein erster Versuch, eine Strecke nach Süden, Richtung Napier zu bauen. Dies wurde zugunsten einer küstennäheren Streckenführung aufgegeben. Die Strecke wurde Ende 1924 von der NZR übernommen, einige Jahre als Nebenstrecke vorgehalten, aber zum 1. April 1931 mangels Nachfrage stillgelegt.

## Bau
Erste Vorschläge zu einem Eisenbahnanschluss von Gisborne stammen aus den 1880er Jahren, führten aber zu nichts. Im April 1897 wurde ein Eisenbahnkomitee gegründet, die East Coast Railway League, um den Eisenbahnanschluss voranzubringen. 1899 gab die Regierung bekannt, dass Gisborne eine Eisenbahnanbindung nach Auckland erhalten solle. Die Arbeiten an der Strecke begannen am 14. Januar 1900 mit einem ersten Spatenstich durch Eisenbahnminister Joseph Ward. Der Bau erfolgte in der neuseeländischen Standardspurweite von 1067 mm (Kapspur), so dass der geplante spätere Anschluss an andere Strecken unproblematisch war. Als die Strecke am 10. November 1902 bis Kaitaratahi eröffnet wurde, war sie allerdings zunächst ein Inselbetrieb ohne Anschluss an das übrige Eisenbahnnetz der Nordinsel.
Jenseits von Kaitaratahi erforderte die Strecke eine Reihe von Kunstbauten, große Brücken, vier Tunnel und umfangreiche Erdarbeiten. Die Strecke verlief hier in Steigungen von bis zu 33 ‰ und vielen engen Kurven. Nachdem die Schwierigkeiten – zuletzt kam noch durch den Ersten Weltkrieg verursachter Materialmangel hinzu – überwunden waren, wurde die Strecke am 26. November 1917 bis Moutohora eröffnet. Sie war 78 km lang.
Die weitere Verbindung Richtung Auckland blieb problematisch. Zwar lag seit 1904 ein Gesetz vor, das eine Bahnstrecke von Karaka (unmittelbar südlich von Auckland) über Rotorua nach Motu genehmigte. Aufgrund des unwegsamen Geländes blieb der Lückenschluss ein schwieriges Unterfangen. Bis 1920 gab es 13 Untersuchungen. Um eine praktiable Trassenführung zu ermitteln. Aber die voraussehbar teure und aufwändige Trasse für den Abstieg aus dem Gebirge zur Bay of Plenty hielt die Politik davon ab, eine Verlängerung der Strecke zu genehmigen. Im Lauf der Zeit wurde klar, dass hier nicht würde weiter gebaut werden und Gisborne über die südliche Option, über Napier, an das Eisenbahnnetz angeschlossen werden musste.

## Betrieb
Bis zum Anschluss von Gisborne an die Bahnstrecke Palmerston North–Gisborne 1942 blieb es bei dem Inselbetrieb und die Strecke Gisborne–Moutohora hatte eine rein regionale Bedeutung: Sie diente der Verbindung zwischen Gisborne, seinem Hafen und dem Hinterland. Trotz starken Gefälles war der Betrieb nicht schwierig, da bergauf überwiegend leere Güterwagen verkehrten, während der Verkehr mit beladenen Zügen überwiegend bergab stattfand. Die schweren, bergab fahrenden Züge erforderten mehr Brems- als Zugkraft, und es gab spezielle Regeln für diese Fahrten, um einen sicheren Betrieb zu gewährleisten.
Auch aufgrund der mangelhaften Straßen war die Strecke in den ersten Jahren stark befahren und wies durchweg einen Betriebsgewinn auf. In den zwölf Monaten zwischen April 1903 und März 1904, als erst 21 Kilometer der Strecke befahren wurden, kauften die etwa 6.500 Einwohner im Bezirk 47.706 Fahrkarten, und 4.464 Tonnen Fracht wurden befördert. Im Finanzjahr 1919/1920, als die Strecke in voller Länge in Betrieb stand, wurden über 30.000 Tonnen Fracht befördert. Straßenschotter aus einem Steinbruch in Moutohora machte 16.400 Tonnen der Gesamtmenge aus und war auch in den folgenden Jahren ein Hauptbestandteil des Güterverkehrs. Ein Großteil der restlichen Fracht bestand aus Holz, das in den ausgedehnten Wäldern geschlagen wurde, zu denen die Strecke Zugang bot. Im selben Jahr wurden 113.000 Reisende befördert. Abgesehen von gelegentlichen Ausflugszügen fand der Reiseverkehr ausschließlich in gemischten Zügen statt.
Bis 1930 war der größte Teil des wirtschaftlich zugänglichen Holzes abgeholzt, und die Sägewerke entlang der Strecke begannen zu schließen. Straßenbau und Viehzucht lieferten weiterhin relativ hohe Tonnagen, aber mit der Weltwirtschaftskrise fielen sowohl der Personen- als auch der Frachtverkehr in großem Umfang weg. Selbst als sich die wirtschaftlichen Bedingungen verbesserten, erholte sich der Eisenbahnverkehr erst mit der Benzinrationierung während des Zweiten Weltkriegs und erreichte wieder das Niveau vor der Depression. Im August 1942 wurde Gisborne an die von Napier vorangetriebene, von Palmerston North kommende Strecke angeschlossen. Die Bahnstrecke Gisborne–Moutohora bildete nun deren Verlängerung. Das führte dort zu einem vorübergehenden Anstieg des Verkehrsaufkommens auf fast 70.000 Reisende in den Jahren 1942–1943. Nach 1944 und der Lockerung der Beschränkungen für den Straßenverkehr gingen die Zahlen im Personen- und Güterverkehr dramatisch zurück. Wegen des verringerten Passagieraufkommens und weiter kriegsbedingtem Kohlemangel wurde der Personenverkehr am 29. Januar 1945 eingestellt. Stattdessen bot die NZR mit ihren New Zealand Railways Road Services einen Schienenersatzverkehr mit einem Omnibus an, der 24 Sitzplätze bot.

## Lokomotiveinsatz
In den ersten Jahren bis 1909 sorgten zwei Lokomotiven der Baureihe D (1Bt) für den Betrieb, sowohl während des Baus als auch anschließend. 1909 wurden sie durch eine erste Lok der Baureihe FA (C1t) ergänzt. 1910 kam die erste von sechs Lokomotiven der Baureihe WA (1C1t) zum Einsatz, wobei die beiden Lokomotiven der Baureihe D etwa zur gleichen Zeit abgezogen wurden. Als die FA-Lokomotiven alterten, wurden sie durch Lokomotiven der Baureihe WW (2C2t) und der Baureihe BB (2D) ersetzt. Schließlich wurden ab 1952 Pazifik-Lokomotiven der Baureihe AB (2C1) eingeführt. Deren große Tender schränkten die Sicht beim Rückwärtsfahren ein, so dass im Bahnhof Moutohora ein Wendedreieck eingebaut wurde.

## Ende
Der weiter abnehmende Güterverkehr stellte die Wirtschaftlichkeit der Strecke in Frage, zumal inzwischen klar war, dass die ursprünglich angestrebte Verbindung mit der Bay of Plenty niemals gebaut würde. 1952 wurde eine Kommission eingesetzt, die die Rentabilität der Nebenstrecken, einschließlich der von Gisborne nach Moutohora, untersuchen sollte. Die Kommission stimmte der Aufrechterhaltung der des Betriebs unter der Bedingung zu, dass sich die Nutzung der Strecke verbessere.
Die Entwicklung der Düngung landwirtschaftlich genutzter Gebiete durch Kleinflugzeuge führte gegen Mitte 1952 zu einem kurzfristigen Anstieg des Güterverkehrs, da im Bezirk große Mengen an Calciumbiphosphat benötigt wurden. Dies hielt jedoch nicht lange an. 1959 betrugen die Unterhaltungskosten der Strecke das Dreifache der jährlichen Einnahmen. So wurde die Strecke am 14. März 1959 offiziell geschlossen. Der letzte Arbeitszug fuhr einen Monat später, am 14. April, eine letzte Ladung Schotter für eine Straße heraus, die nach dem Abbau der Schienen auf der Trasse angelegt werden sollte.

## Relikte

### Infrastruktur
Fünf Kilometer der Strecke sind als Anschlussgleis für ein Obstlager weiter in Betrieb. Zahlreiche Böschungen, Einschnitte, Brückenwiderlager und Tunnel sind erhalten. Etwa 5 km Trasse nutzt heute der Otoko-Wanderweg. Kurz hinter dessen nördlichem Ende sind östlich der Schnellstraße die Widerlager und einer der Stahlpfeiler des 30 m hohen Otoko-Viadukts erhalten. Zwischen Otoko und Rakauora verläuft die heutige Schnellstraße überwiegend auf der alten Bahntrasse. Die Pfeiler des Rakauora-Viadukts stehen etwa 100 m westlich der Schnellstraße, kurz bevor sie Rakauora erreicht. Die Bahnsteigkante in Matawhai ist an der Straße von Matawai nach Moutohora zu sehen, die Brücke über den Motu-Fluss ist erhalten. Einige Empfangsgebäude sind ebenfalls erhalten geblieben. Am ehemaligen Endbahnhof Moutohora ist nichts mehr zu sehen.

### Fahrzeuge
Die Lokomotive D 143, eine der beiden Lokomotiven der Baureihe D, die in den ersten Jahren auf der Strecke eingesetzt wurden, befindet sich 2020 bei der Silver Stream Heritage Railway in Silverstream, südlich von Upper Hutt.
Auch die Lokomotive WA 165, die seit 1911 auf der Strecke im Einsatz war, ist erhalten und gehört heute (2020) der Gisborne City Vintage Railway Incorporated, ist wieder betriebsbereit und wird regelmäßig vor Ausflugszügen eingesetzt.

## Wissenswert
Am Streckenende, in Moutohora, schloss von 1917 bis 1922 eine Schmalspurbahn der Spurweite 760 mm an, die zu in der Nähe gelegenen Steinbrüchen führte.